# Weißenkirchen in der Wachau
Weißenkirchen in der Wachau je městys v Rakousku ve spolkové zemi Dolní Rakousy v okrese Kremže. Žije v něm přibližně 1 400 obyvatel (podle sčítání z roku 2016).

## Poloha
Weißenkirchen in der Wachau se nachází ve spolkové zemi Dolní Rakousy v regionu Waldviertel. Leží 20 km západně od okresního města Kremže. Prochází jím silnice B3, která vede z města Kremže podél Dunaje přes Melk a Perg až do Lince. Plocha území městyse činí 23,34 km2, z nichž 63,1 % je zalesněných.

### Členění
Území městyse Weißenkirchen in der Wachau se skládá ze čtyř částí (v závorce je uveden počet obyvatel k 1. 1. 2016):
- Joching (169)
- Sankt Michael (24)
- Weißenkirchen in der Wachau (910)
- Wösendorf in der Wachau (291)

## Historie
Okolo roku 830 byl poprvé zdejší levý břeh Dunaje označen jako Wahowa, tedy Wachau. První písemná zmínka o Weißenkirchenu pochází z roku 1258 z listiny Albera z Kuenringu ve tvaru Liechtenchyrchen. V době karlovců byly v listině kláštera Niederaltaichu z roku 830 vzpomenuty vinice ve Weißenkirchenu a Wösendorfu.

## Galerie

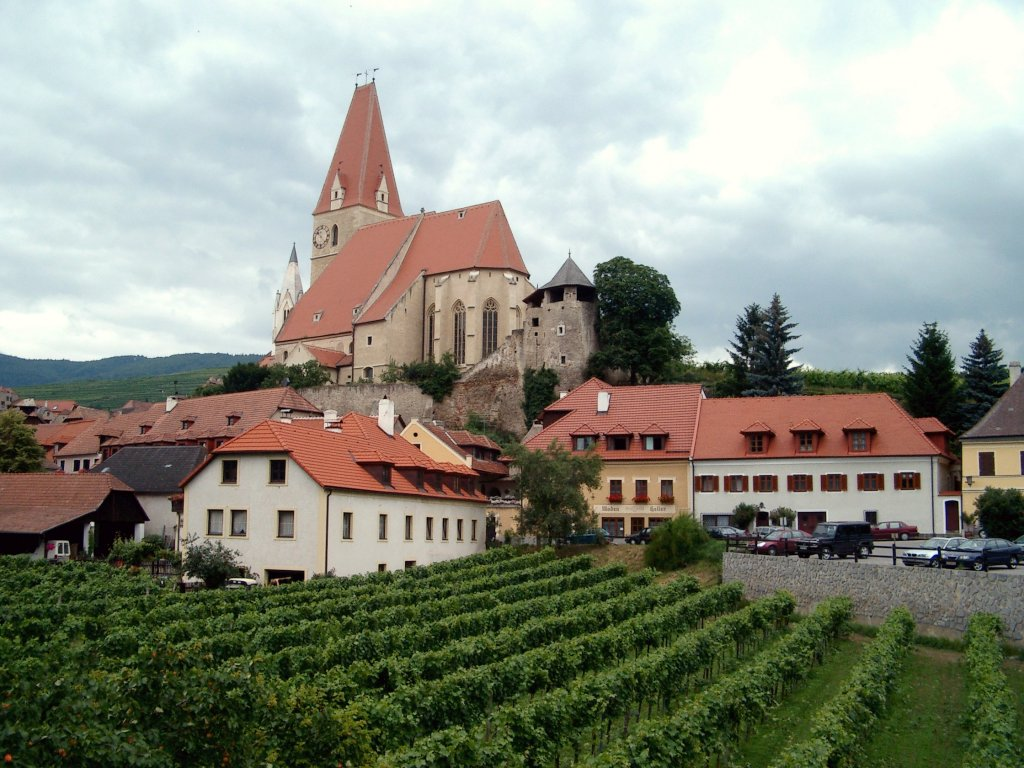
Farní kostel ve Weißenkirchenu
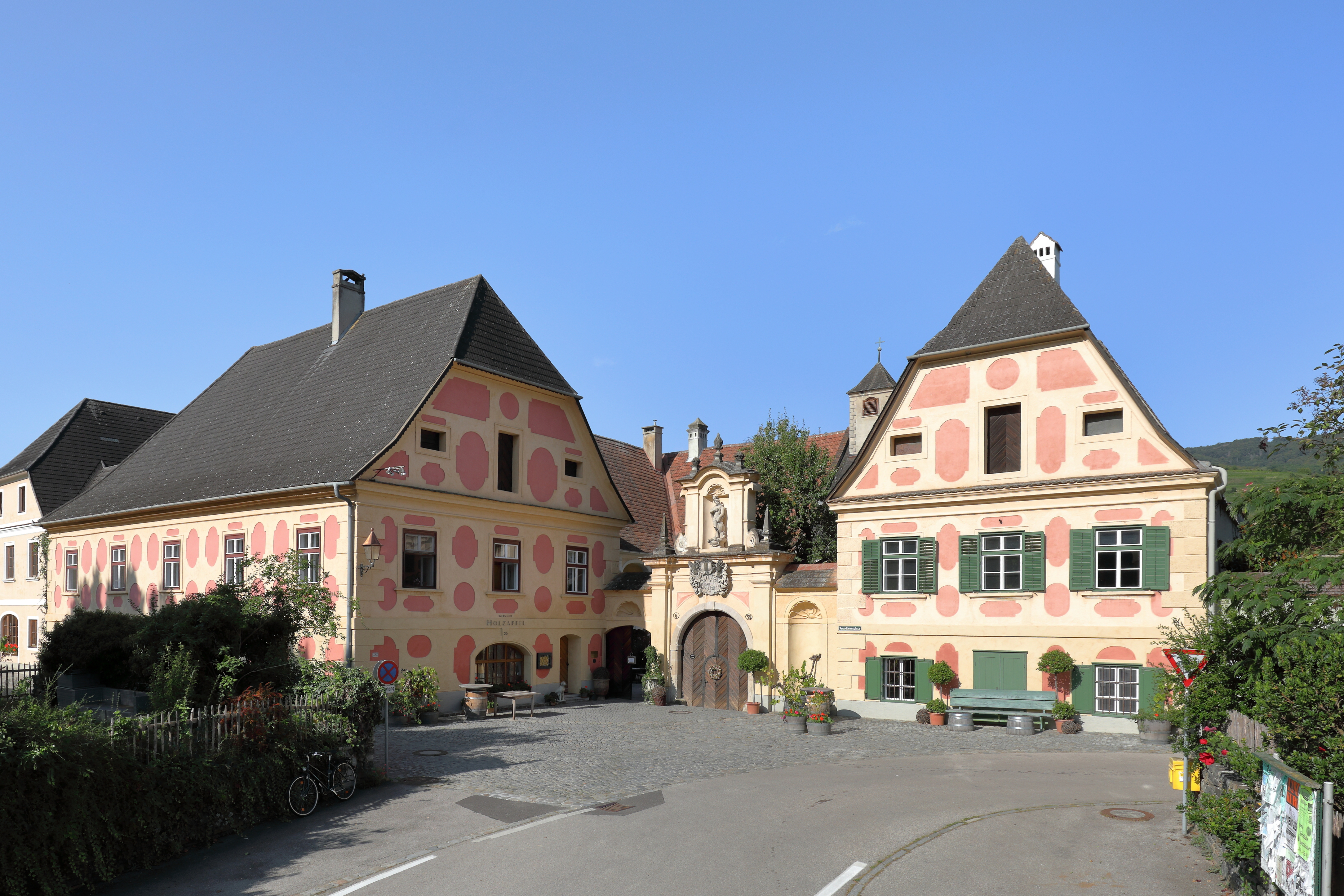
Joching
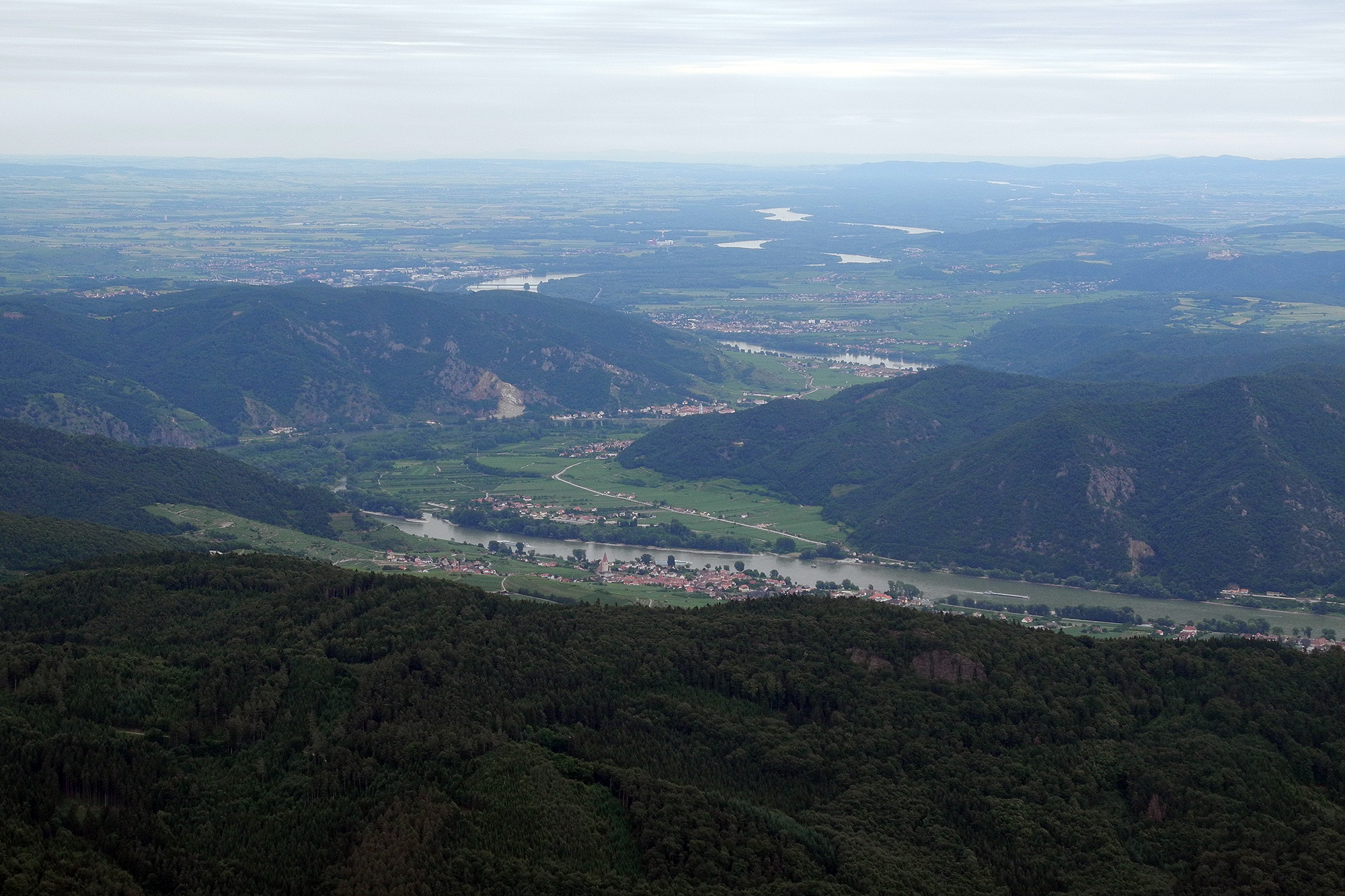
Pohled na Dunaj a okolí Kremže, první obec odzdola je Weißenkirchen
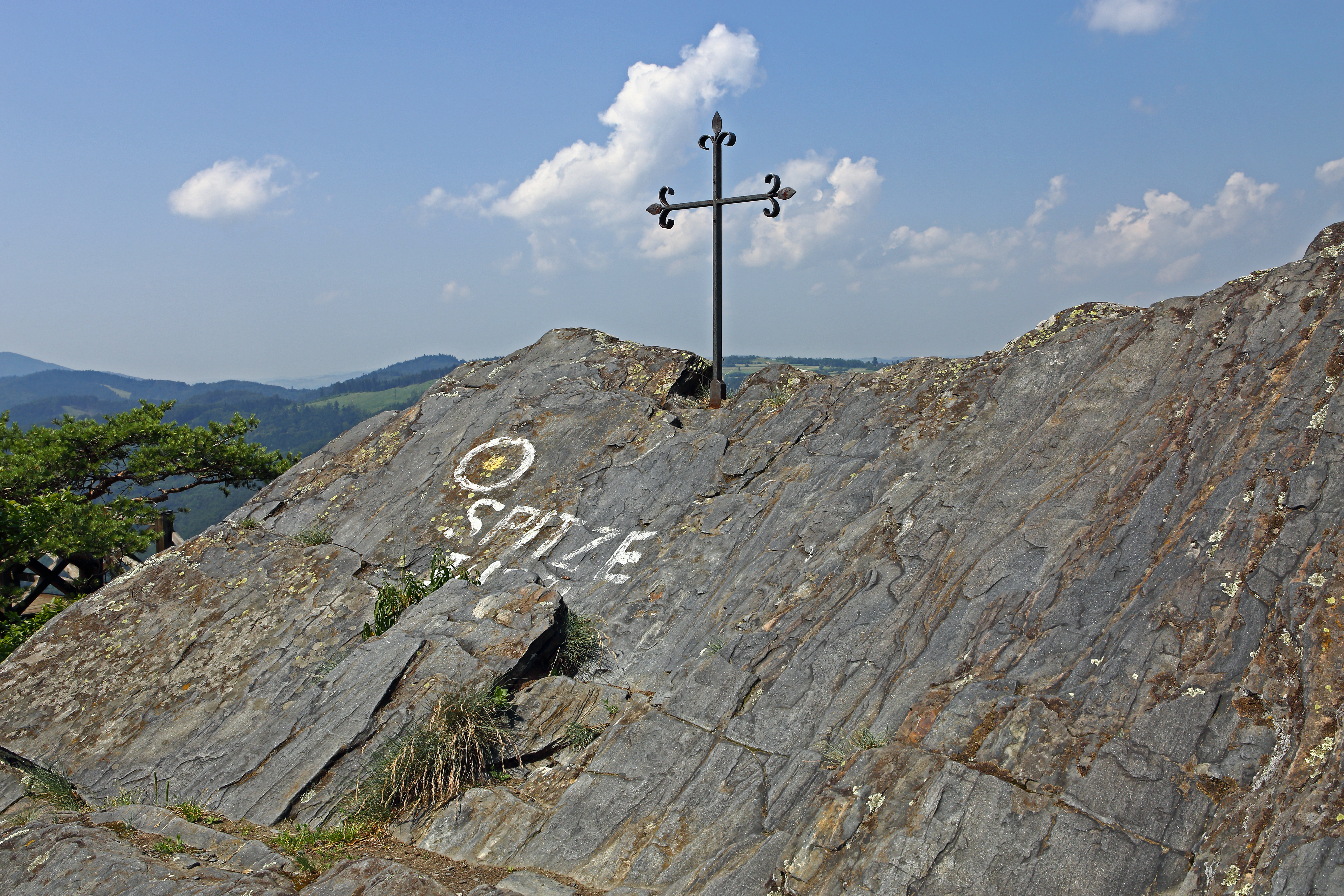
Buschandlwand